# Protosalvinia
Protosalvinia és un gènere de plantes prehistòriques extintes. El nom Protosalvinia significa literalment Salvinia primerenca, i és erroni atribuir-lo a la falguera Salvinia.
Com que Protosalvinia ha arribat en forma de fòssil comprimit és difícil esbrinarr la seva anatomia i saber si és una planta o una alga com bioquímiament sembla haver-se demostrat. Però com sembla tenir espores seria una planta.